# Хріниця низька
Хріниця низька (Lepidium pumilum) — вид квіткових рослин родини капустяних (Brassicaceae).

## Біоморфологічна характеристика
Це багаторічна рослина 5–13 см. Стебла низькі. Листки вузько-лінійні, біля основи розширені, напівстебло-об'ємні. Стручечки волосистий, 2–3 мм завдовжки, яйцювато-трикутні, зі зморшкуватими стулками.

## Поширення
Росте в Україні й Туреччині.
В Україні росте на приморських солончаках у Херсонській обл. та у Кримській обл..